# Hypolepis trichobacillifornis
Hypolepis trichobacillifornis là một loài dương xỉ trong họ Dennstaedtiaceae. Loài này được R.C.Moran mô tả khoa học đầu tiên năm 1990.
Danh pháp khoa học của loài này chưa được làm sáng tỏ. 